# Un adulterio difficile
Un adulterio difficile è un film diretto dal regista Melvin Frank.

## Riconoscimenti
- Premi Oscar 1961: Oscar ai migliori costumi (bianco e nero)